# Odixia
Odixia là một chi thực vật có hoa trong họ Cúc (Asteraceae).

## Loài
Chi Odixia gồm các loài: